# Білий дім (Роттердам)
Білий дім був побудований у Роттердамі в 1897 році за прикладом американських хмарочосів. На той час це була найвища офісна будівля в Європі. Це була одна з небагатьох будівель у центрі міста, яка пережила бомбардування Роттердама у 1940 році. У 1990-х роках фасади та дах були максимально відновлені до первісного стану.

## Будівництво
Наприкінці 19 століття архітектор Віллем Моленбрук на замовлення братів Герріта та Германа ван дер Шуйтів спроєктував 11-поверховий будинок. Скептики побоювалися, що слабкий ґрунт Роттердама не зможе належним чином витримати цей колосальний будинок.
Підрядник Й. Х. Стельваген побудував Білий дім між 1897 і 1898 роками за 127 900 гульденів, що було дорожче від початкових планів. Під час будівництва сусідня будівля на розі вулиць Вейнхавен і Гельдерсекаде обвалилася 1 серпня 1897 року через зсув ґрунту. Його знесли, а на звільненій землі розширили Білий дім. Його розміри стали 20 на 20 метрів замість запланованих 15 на 20 метрів.
Для фундаменту було забито тисячу паль, що підняло землю на метр над навколишньою територією. Будівельникам довелося виплатити компенсацію за пошкодження причальних стін сусідніх гаваней і мосту Яна Куйтена, який був тимчасово закритий для руху транспорту.

## Опис будівлі
Білий дім у стилі модерн має загальну висоту 43 метри. На пласкому даху знаходиться оглядовий майданчик, на який можна піднятися на ліфті, що було дуже сучасним у 1900 році.
Будівля має 11 поверхів, три з яких знаходяться під похилим дахом. На фасаді з блакитного каменю на першому та другому поверхах розміщені різноманітні прикраси: колони, рослинні мотиви та, біля основи двох кутових веж, крилаті дракони. Крім того, зліва від головного входу, у смузі, що здається залишковою, знаходиться смуга плитки з рослинними мотивами. З другого по сьомий поверхи фасад Білого дому вкритий білою глазурованою плиткою; білий колір переривається простими прямокутними мотивами жовтого, синього і червоного кольорів. В арках, що увінчують ряди вікон, — мозаїка в стилі модерн (рослинні мотиви); східний фасад має назву «Білий дім». Внутрішні підпірні стіни мають товщину від 40 до 140 см.
Офісна будівля побудована із заліза, цегли та цементу. Бетон не використовувався. Використання дерева було заборонено з міркувань пожежної безпеки. Після бомбардування в травні 1940 року Білий дім, хоча і був пошкоджений, все ще стояв, тоді як більшість навколишніх будівель обвалилися або були знищені вогнем. Про те, що він потрапив під обстріл під час битви за мости через Маас, свідчать численні сліди від куль на фасаді. Вони були видалені під час реставрації 1990 року, за винятком великого відбитку на лівому боковому фасаді з боку Вейнхавену.
У 1977 році Білий дім придбала компанія Westermeijer Group. З 1980-х років логотип і назва цієї фірми красуються на даху будівлі. У 2018 році їх прибрали; фірма до того часу вже кілька років була банкрутом. На її місці з'явилася назва фірми Calex, оптового продавця ламп і світильників.
Будівля входить до списку 100 найкращих пам'яток архітектури Національного фонду.

## Скульптури на фасаді
Скульптури були спроєктовані Саймоном Мідемою.

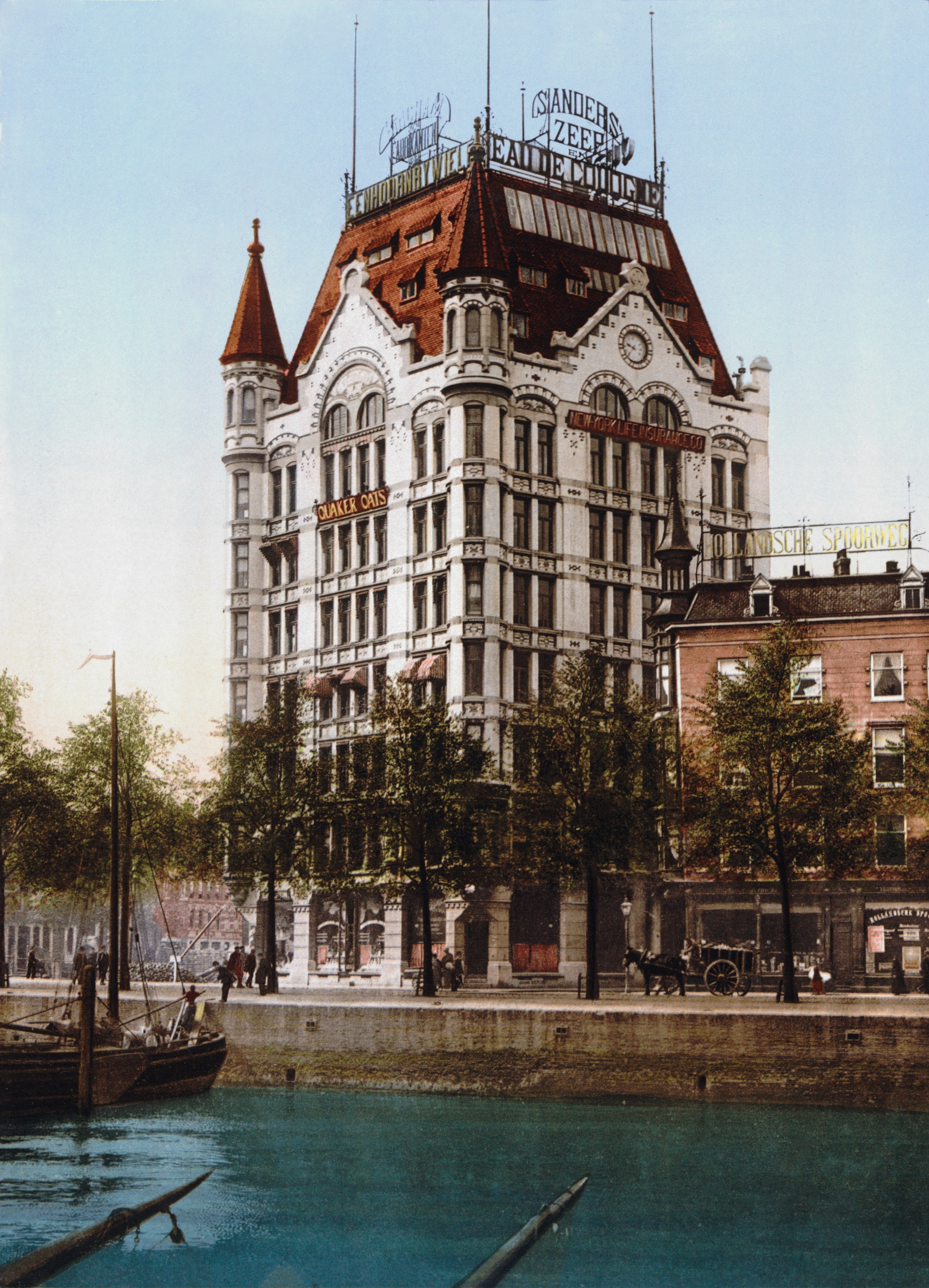
Білий дім у 1900 році. Північний та східний фасад
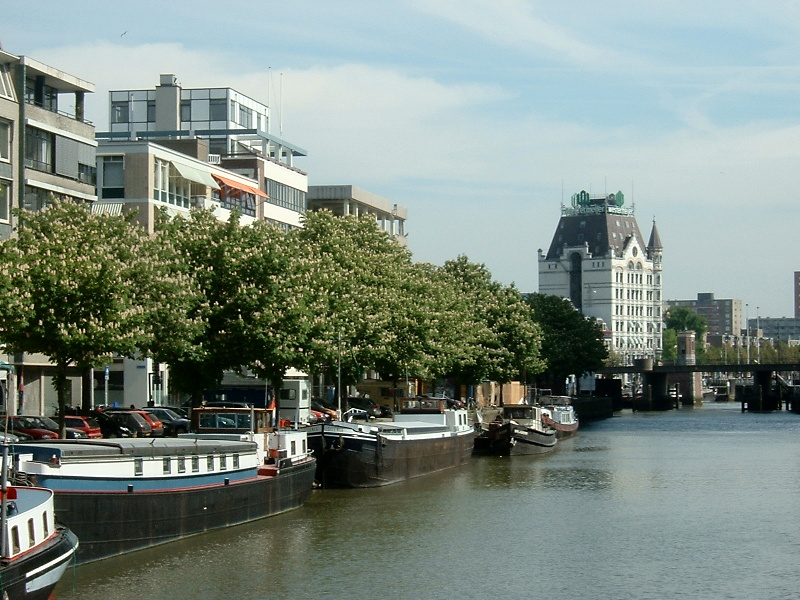
Білий дім у 2005 році
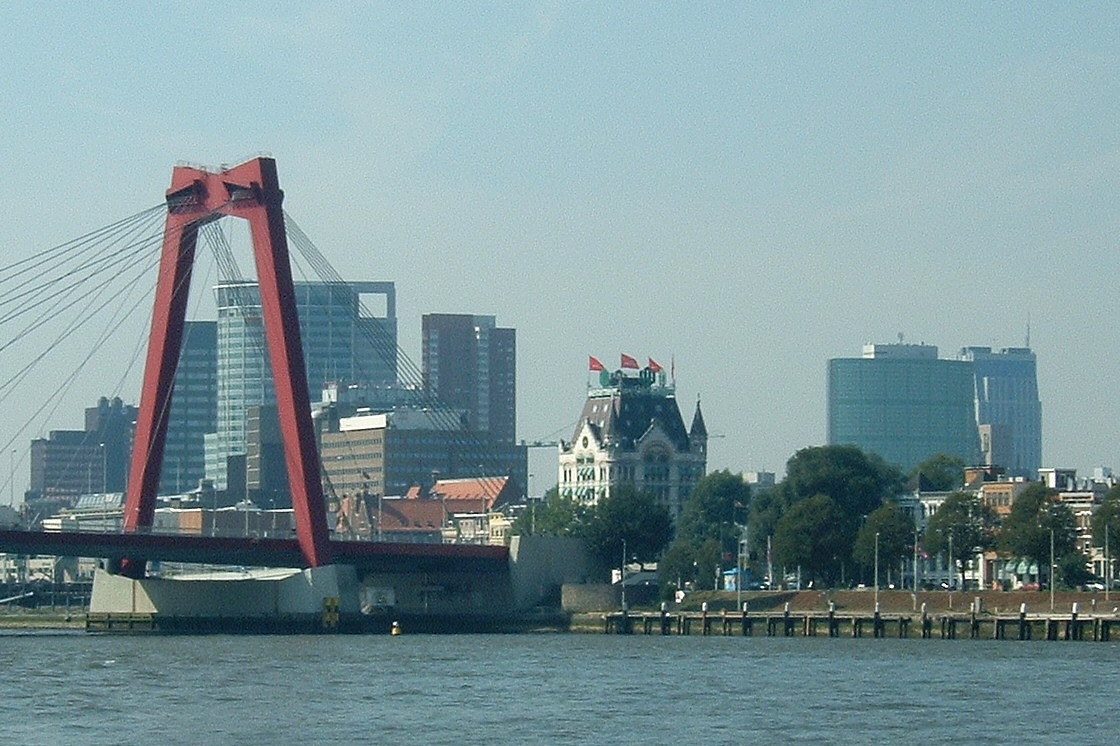
Білий дім у післявоєнному Роттердамі

Перший поверх
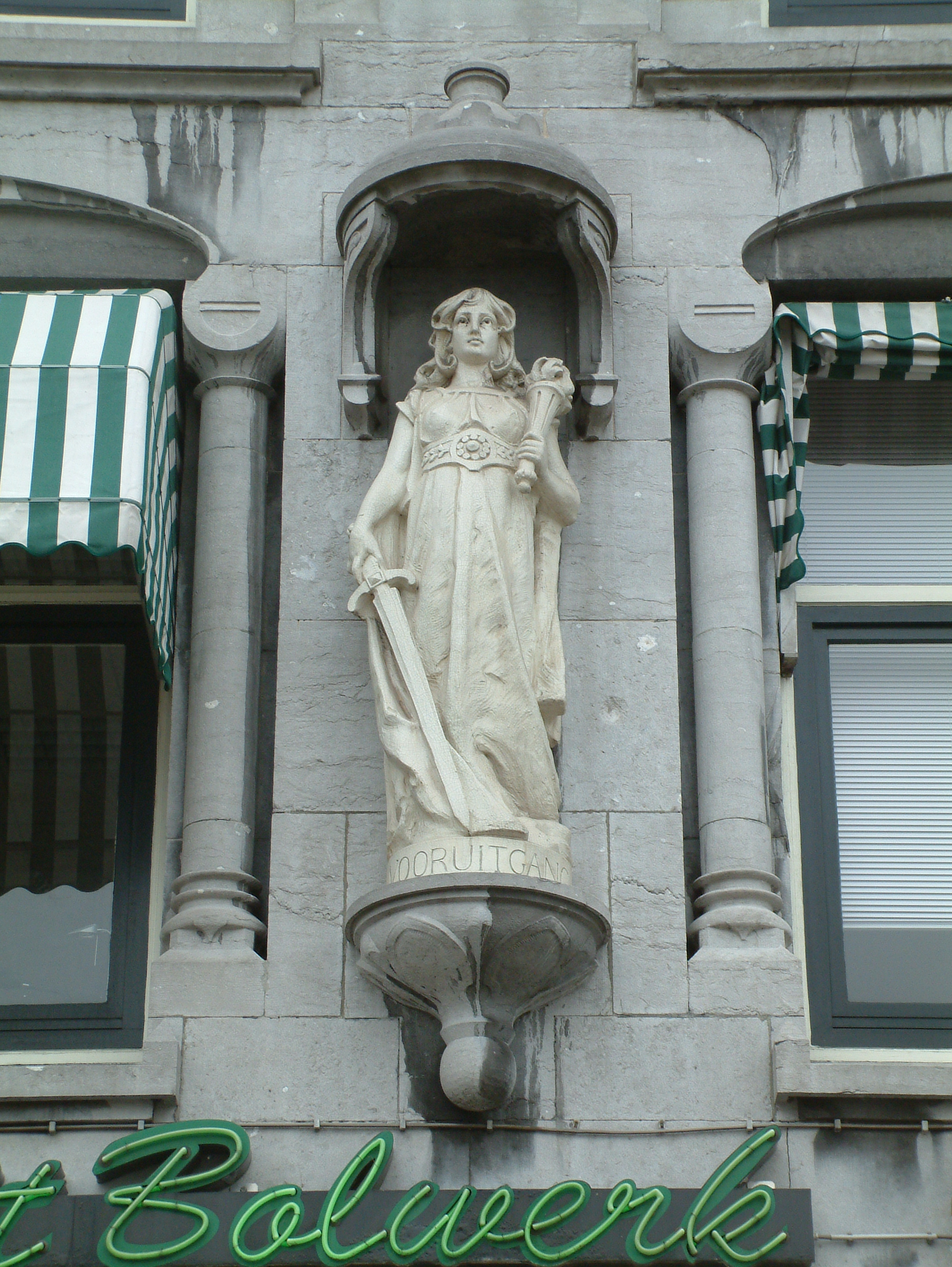
Vooruitgang (Прогрес)
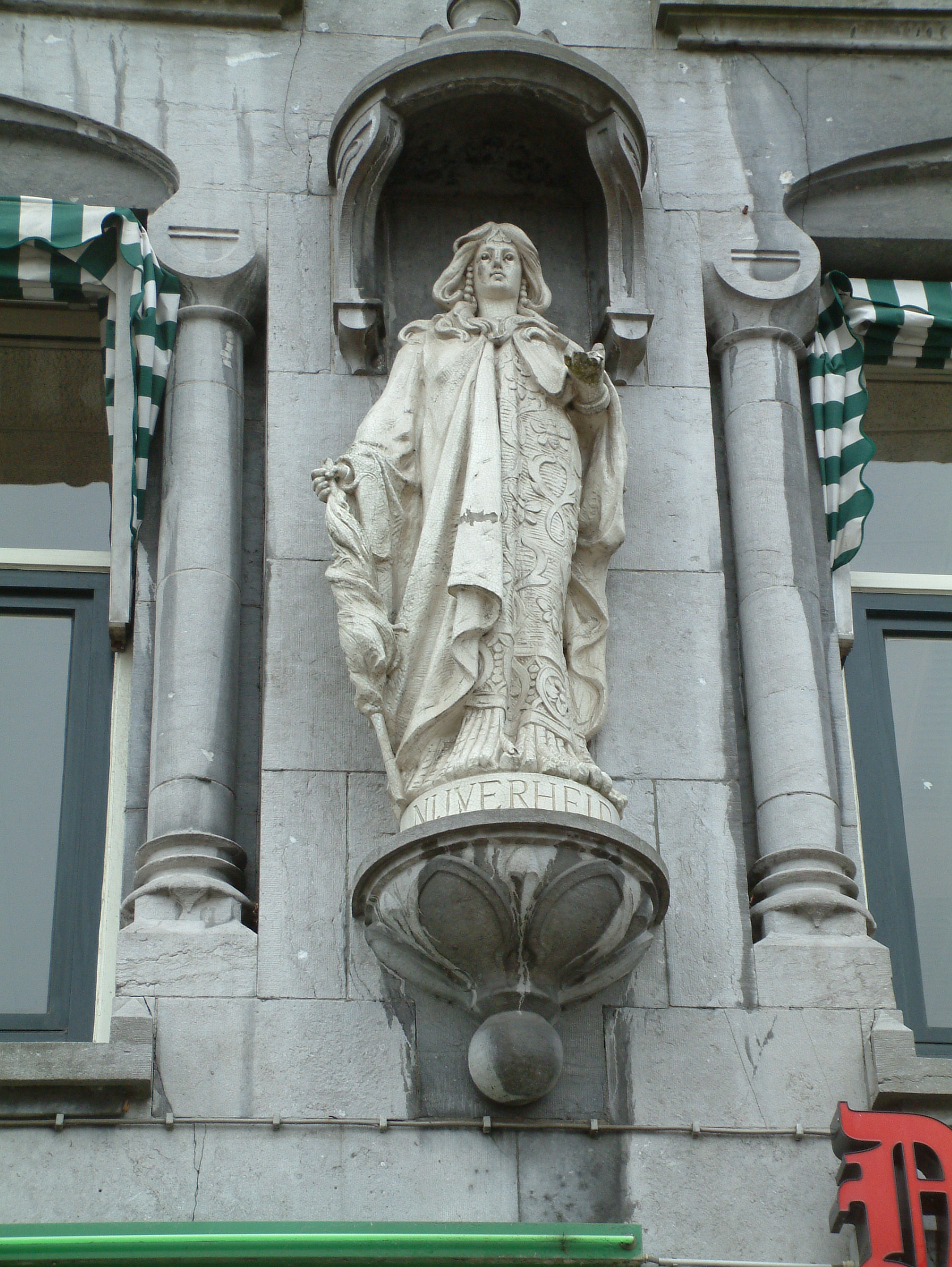
Nijverheid (Промисловість)
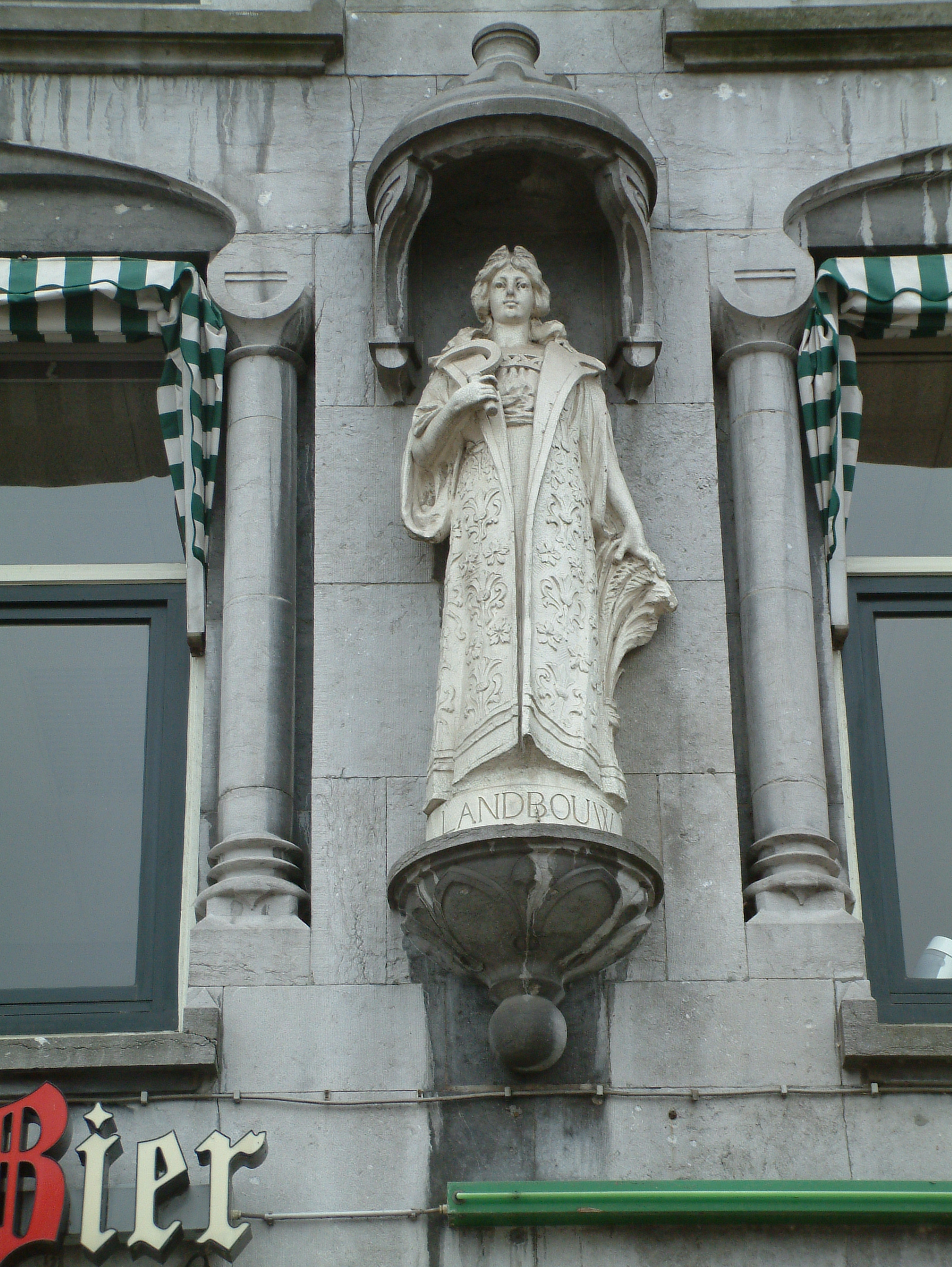
Landbouw (Сільське господарство)
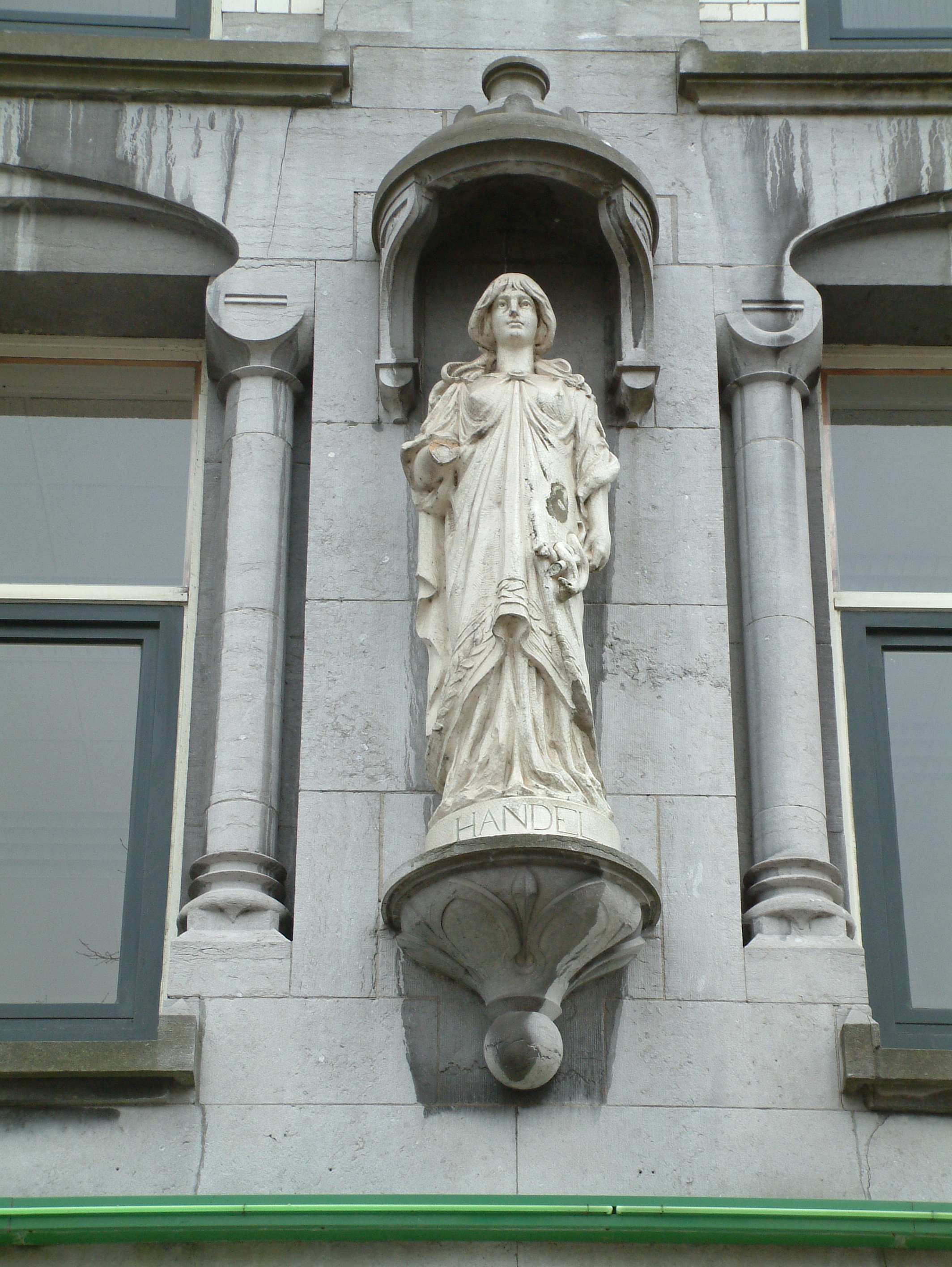
Handel (Торгівля)
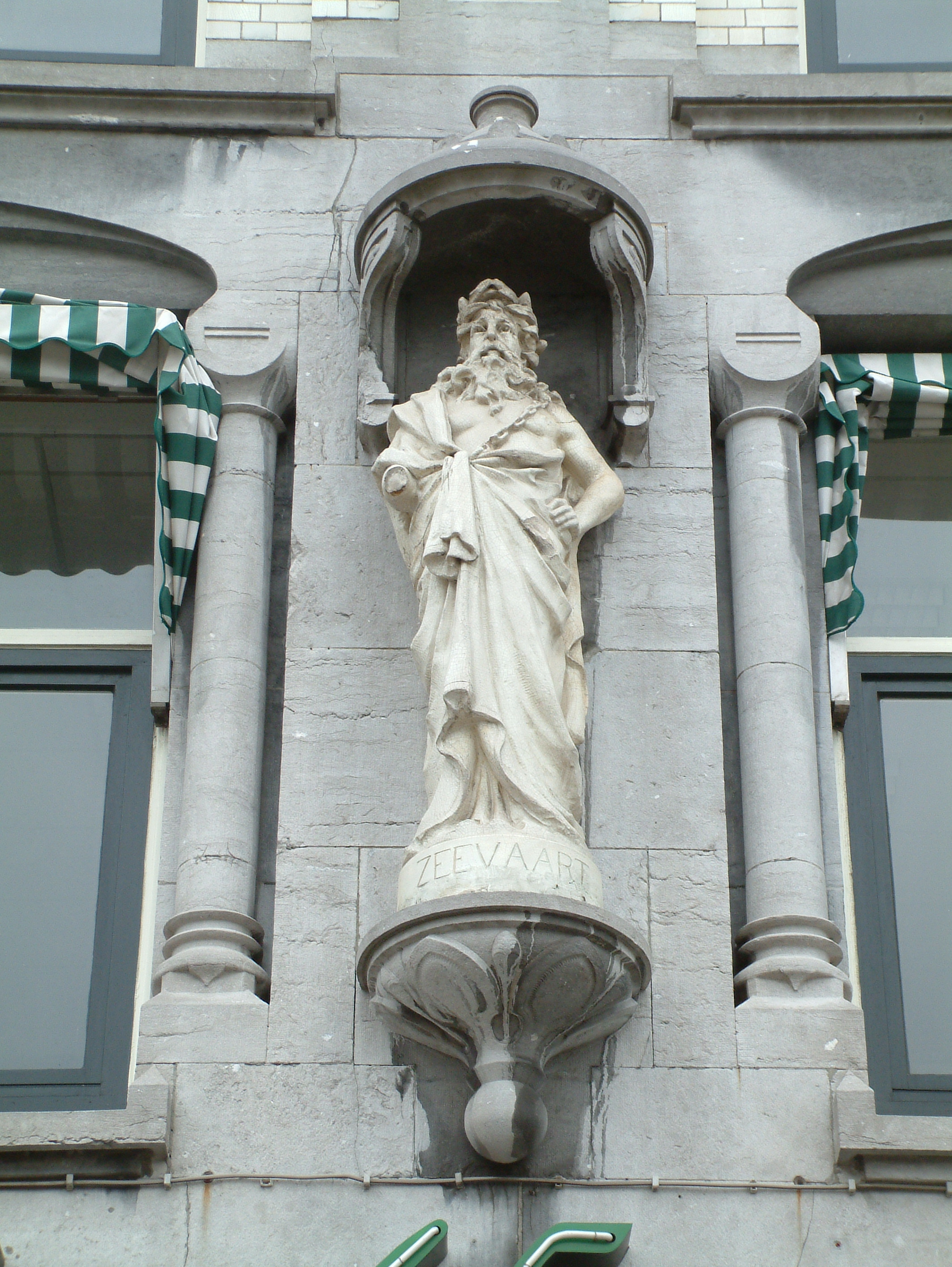
Zeevaart (Мореплавства)
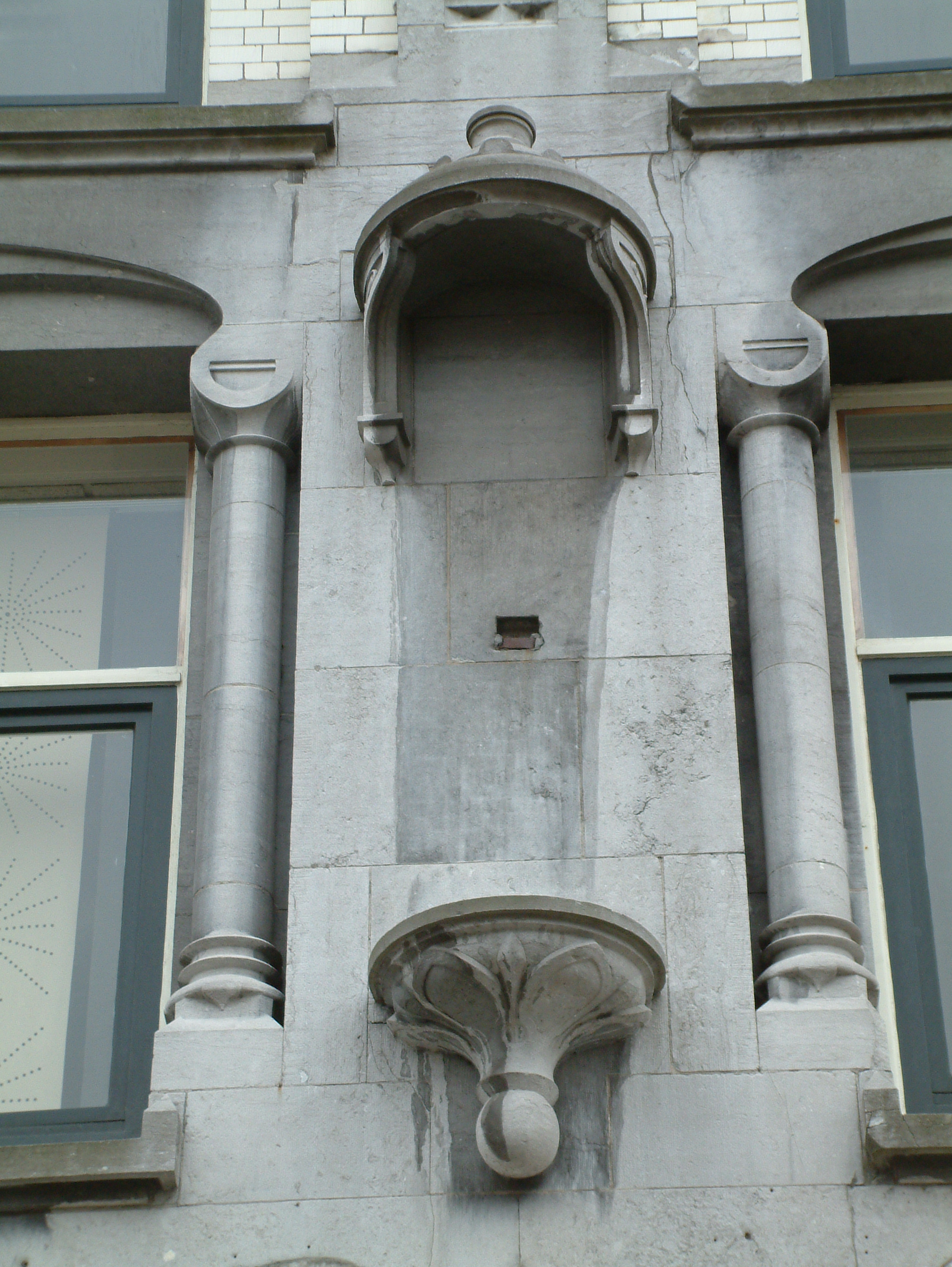
Порожня ніша після перенесення «Мореплавства» на місце зруйнованої в 1940 році Arbeid (Праці)